# Hans Werner (Fabrikant)

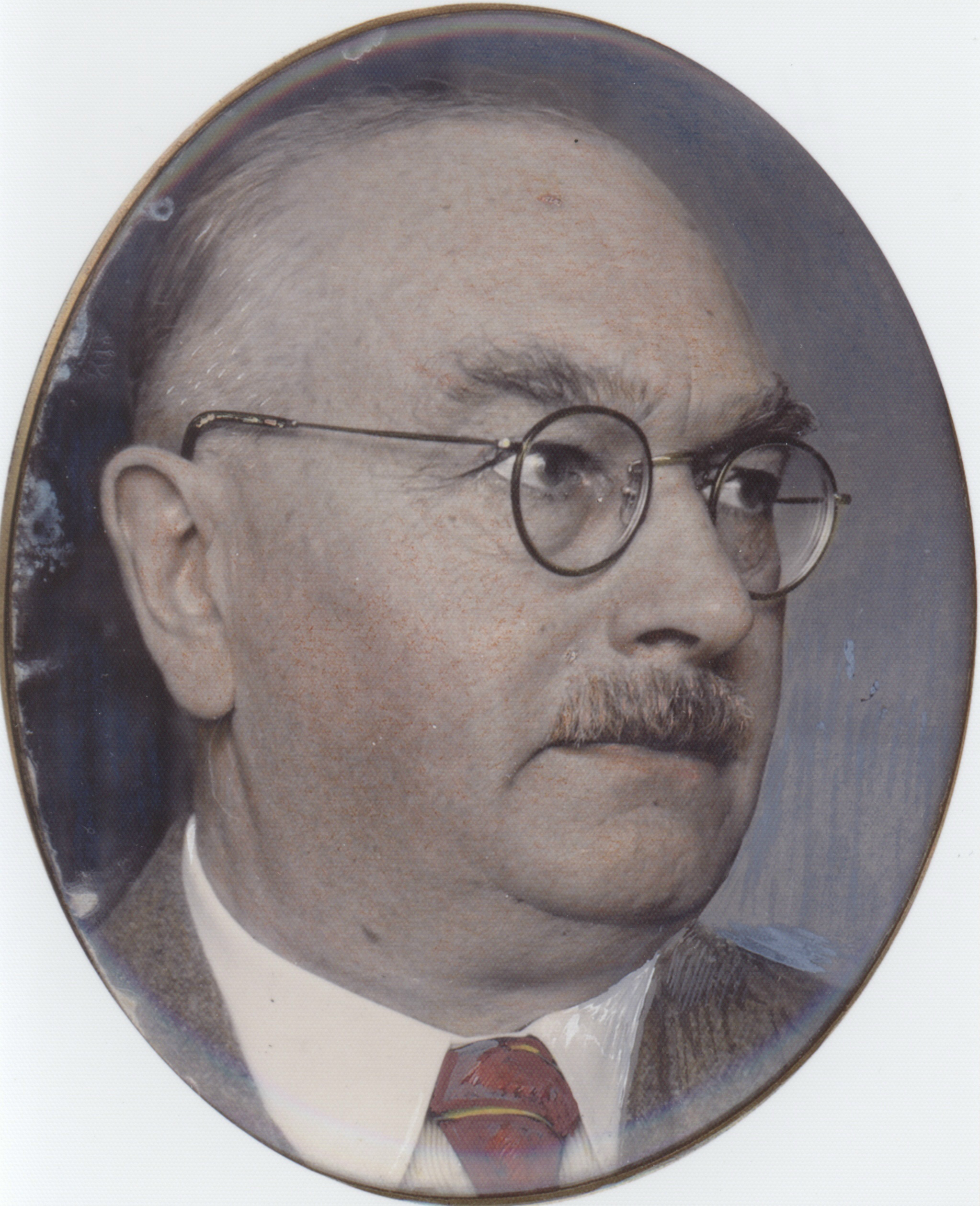
Hans Werner

Hans Werner (* 19. April 1879 in Hannover; † 21. Juni 1968 in Nienburg/Weser) war ein deutscher Maschinenbau-Ingenieur und Unternehmer.

## Leben
Am 30. Januar 1896 erhielt Werner das Zeugnis der Reife am Realgymnasium I in Hannover. Ab dem 15. Oktober 1898 studierte er Maschinen-Ingenieurwesen in der Abteilung III der Technischen Hochschule Hannover (Matrikelnummer 1690). Die Diplom-Vorprüfung bestand er am 16. April 1901 mit der Note „gut“ und schloss das Studium dann am 22. Januar 1903 mit dem akademischen Grad eines Diplom-Ingenieurs ab. Vom 1. April 1904 bis 25. Mai 1909 arbeitete er bei der Gebr. Körting AG als Ingenieur und erhielt ein monatliches Gehalt von 125 Mark. Die letzten zwei Jahre arbeitete er als Leiter der Karlsruher Filiale des Unternehmens.
Ab 1909 war er persönlich haftender Gesellschafter der H. Wohlenberg KG in Hannover. Nach Einrichtung einer eigenen Gießerei im Jahr 1904 hatte das Unternehmen insgesamt 350 Beschäftigte. Von 1872 bis zum Umzug in den Neubau nach Brink im Jahre 1929 wurden insgesamt 13.700 Maschinen ausgeliefert. 1929 wurde auf 90.000 Quadratmetern vor den Toren der Stadt in Langenhagen ein modernes Werk gebaut. Ab 1949 wurde das Produktionsprogramm auf Papierschneidemaschinen ausgeweitet. Im Jahr 1989 wurde das weltweit operierende Familienunternehmen – zu diesem Zeitpunkt in vierter Generation geführt – verkauft.

## Militärische Laufbahn
- 1. April 1903 bis 31. März 1904: Militärdienst als Einjährig-Freiwilliger beim Füsilier-Regiment „General-Feldmarschall Prinz Albrecht von Preußen“ (Hannoversches) Nr. 73
- 15. Dezember 1906: Patent als Leutnant der Reserve der Infanterie
- 18. April 1915: Oberleutnant der Reserve
- 15. Mai 1918: Hauptmann der Reserve (beim Füsilier-Regiment Nr. 73)

## Familie
Hans Werner war ein Sohn des Architekten Eduard Werner (1847–1923). Er war verheiratet mit Clara geb. Wohlenberg (* 28. April 1879 in Hannover; † 21. April 1965 ebenda), einer Tochter des Unternehmers Hermann Wohlenberg. Beider Kinder waren Hans-Hermann Werner (* 21. Dezember 1912 in Hannover; † 26. Januar 1959 ebenda), persönlich haftender Gesellschafter der Wohlenberg Co. KG, und Irmgard Werner, verheiratet mit dem Unternehmer Max Müller III.

## Ehrungen
- 17. April 1918: Verdienstkreuz für Kriegshilfe
- 13. Juli 1934: Ehrenkreuz für Frontkämpfer
- 10. Mai 1954: Verdienstkreuz des Verdienstordens der Bundesrepublik Deutschland
- 1957: Ehrensenator der Technischen Hochschule Hannover